# لورانس بوفورت
لورانس بوجولت (بالفرنسية: Laurence Bougault)‏ كاتبة وأكاديمية فرنسية. ولدت في 25 أغسطس 1970 في مدينة تولوز وتوفيت في 26 أكتوبر 2018 في مدينة رين). كانت معروفة أيضًا أنها تعشق ركوب الخيل لمسافات طويلة.
لورانس بوجولت (بالفرنسية: Laurence Bougault) وُلدت في 25 أغسطس 1970 في مدينة تولوز وتوفيت في 26 أكتوبر 2018 في مدينة رين. كانت أكاديمية وكاتبة فرنسية مرموقة، اشتهرت بإسهاماتها في مجال النقد الأدبي والستايلستية، إذ تناولت في أعمالها العلاقة بين الجمالية والقيم الأخلاقية في النصوص الشعرية والمعاصرة، وقد شغلت مناصب تدريسية مرموقة في جامعة رين 2.
إلى جانب إسهاماتها الأكاديمية، عُرفت بشغفها لعالم الفروسية؛ فقد بدأت ركوب الخيل منذ صغرها وخاضت رحلات استثنائية طويلة المدى، من ضمنها مغامرتها البارزة عبر جنوب شرق إفريقيا، ما أكسبها شهرة واسعة كمغامرة على ظهر الخيل تُعدُّ أعمالها النقدية والدراسات التي أسهمت بها مرجعاً قيماً للباحثين في مجالات الأدب واللغويات، وقد تركت بصمة واضحة في الأوساط العلمية والثقافية.

## السيرة الذاتية
درست بوجولت في جامعة ليون استعدادً للدراسة في باريس. تمكنت من الحصول على درجة دكتوراة في الادب الحديث عام 1992. قدمت أطروحة في الأدب الفرنسي في جامعة السوربون الجديدة تحت إشراف فيليب هامون بعنوان النظام والشعارات في الشعر الحديث. تم تعيينها كأستاذة مساعدة في جامعة رين عام 1998، وانتقلت إلى بروتاني. بدأت تدير الأبحاث في جامعة السوربون في عام 2005م تحت إشراف عالم اللغويات اوليڤير سوتيت. أشرفت على أطروحة ستيفان جالون في جامعة رين عام 2013.
نشرت بوجولت بالترتيب قصائدها ومقالاتها عن النقد الأدبي والأسلوب الفرنسي بالإضافة إلى الأعمال التربوية. تنص ابحاثها على موضوعين: العلاقة بين الجماليات والأخلاق في العمل الأدبي، ومسألة آثار المعنى الناتجة عن الاختيارات النحوية في الشعر الحديث والمعاصر. في ذات الوقت كتبت مقالات ونشرت رسائل إخبارية وشعر ومقالات وقصص قصيرة.
استلمت في عام 2002 منحة الاكتشاف من مركز المكتب الوطني (المركز الوطني للكتب) في البلاد ليسير بحثها. سواء كان في الشعر أو في النثر، سعت بوجولت في كتاباتها لمعالجة شدة حالات «العقل والجسد» والطريقة التي تعمل بها هذه الحالات معًا.
أسست الجمعية الدولية للأسلوب الفني (جمعية مهنية) ليمكث فيه الباحثين واللغويين ليعرضوا أعمالهم بشكل أفضل من قبل. وفق سجل الوفيات «لقد ساهمت بشكل كبير في منح هذا التخصص اتساق مجال البحث».

### مغامرة المسافات الطويلة
أصبحت محبة لعالم الفروسية وهي فتاة صغيرة جدا وشاركت في مسابقات المسافات المتطولة على ظهر الخيول. بدأت هذه الرحلة في عام 1997 برحلة إلى منغوليا. عبرت جنوب شرق إفريقيا من ليسوتوي أول رحلة تحمل لمسافات طويلة في عام 2001، عبر جنوب إفريقيا، وشمالًا إلى ملاوي، مسافة 3300 كيلومتر (2100 ميل)، في ثمانية أشهر. أسفرت تلك الرحلة، مع اثنين من مهور باسوتو المعروفين بقدرته على التحمل والشجاعة، عن سرد مكتوب للمغامرة: تحت عين الخيول الأفريقية، نشرته بيلين بالفرنسية في عام 2003.
بدأت من ثم بوغولت بتربية الخيول المهذبة والنادرة كان اسمة ((اكحل تيكي)) وهو حصان سباق تركماني، وقد تم تقديره لقدرته على التحمل، وذكائه، ولمعان معطفه المميز. قامت برحلة ثانية مرة أخرى طويلة على متن رحلة أخال تيكي من أصفهان بإيران غربًا إلى تركيا واليونان وإيطاليا وأخيراً إلى باريس، في عام 2009 وهي رحلة يبلغ طولها 6500 كيلومتر (4000 ميل) في أقل من ستة أشهر.
كانت مقابلتها عندما تم الانتهاء من تلك الرحلة بعد أن وصلت فونتينبلو، بالقرب من باريس. اقدر انني قمت بإنجاز مهمتي بصورة عظيمة للغاية بصفتي «أمازون سلام» خاصة في إيران وتركيا حيث فوجئ الأشخاص الذين قابلتهم برؤية الغرب يعرف قواعدهم وينقل القيم التي كانت بحوزتهم لنا. كل هذا خلق روابط قوية بيني وبين هذه البلدان.

## سنواتها الأخيرة
توفيت بوجولت بسبب مرض عن يناهز 48 عامًا في 26 أكتوبر 2018 في رين.